# چهاردهمین دوره کتاب سال جمهوری اسلامی ایران
مراسم چهاردهمین دوره کتاب سال جمهوری اسلامی ایران در بهمن ۱۳۷۵ در تهران برگزار شد.

## آثار منتخب
| رده pja ادبیات عربی                                               | باسمه رضایی                                                |                                       |  | کتابخانه ملی جمهوری اسلامی ایران                      | ۱۳۷۴      | برگزیده      | علوم کتابداری            |
| فرهنگنامه قرآنی(۴ج)                                               | گروه فرهنگ و ادب بنیاد پژوهش‌های اسلامی با نظارت جعفر یاحقی |                                       |  | بنیاد پژوهش‌های اسلامی آستان قدس رضوی                  | ۱۳۷۴–۱۳۷۲ | برگزیده      | دائرةالمعارف و فرهنگ‌ها   |
| نامه‌ها و پیمان‌های سیاسی حضرت محمد (ص) و اسناد صدر اسلام           | محمد حمیدالله                                              | سید محمد حسینی                        |  | سروش                                                  | ۱۳۷۴      | برگزیده      |                          |
| منتهی المقال فی احوال الرجال                                      | ابوعلی الحائری                                             |                                       |  | مؤسسه آل البیت (ع) الاحیاء التراث                     | ۱۳۷۴      | برگزیده      | حدیث و رجال              |
| حقوق اساسی جمهوری اسلامی ایران (ج اول)                            | سید محمد هاشمی                                             |                                       |  | دانشگاه شهید بهشتی با همکاری مؤسسه نشر یلدا           | ۱۳۷۴      | برگزیده      | حقوق                     |
| فرهنگ سغدی (سغدی، فارسی، انگلیسی)                                 | بدرالزمان قریب                                             |                                       |  | فرهنگان                                               | ۱۳۷۴      | برگزیده      | زبان‌های باستانی          |
| تحقیقی در آثار ریاضی ابوریحان بیرونی (تحریری نوین از بیرونی نامه) | ابوالقاسم قربانی                                           |                                       |  | مرکز نشر دانشگاهی                                     | ۱۳۷۴      | برگزیده      | ریاضیات                  |
| فیزیولوژی پرندگان                                                 | پی.دی. استورکی                                             | گروهی از متخصصان                      |  | واحد آموزش و پرورش معاونت کشاورزی سازمان اقتصادی کوثر | ۱۳۷۴      | برگزیده      | زیست‌شناسی                |
| Hydatid Disease of nervous system :بیماری کیست سیستم عصبی         | نصرت‌الله عاملی، کاظم عباسیون                               |                                       |  | کتابسرا                                               | ۱۳۷۴      | برگزیده      | علوم پزشکی               |
| تغذیه و بهداشت عمومی از دیدگاه اپیدمولوژی و سیاست‌های پیش‌گیری      | سرژ هرسبرگ، هنری دوپن                                      | سیدعلی کشاورز                         |  | دانشگاه تهران                                         | ۱۳۷۳      | برگزیده      | علوم پزشکی               |
| تحلیل و طراحی آنتن                                                | استتزمن و تیل                                              | همایون عریضی                          |  | دانشگاه علم و صنعت                                    | ۱۳۷۴      | برگزیده      | برق                      |
| ترمودینامیک (ویرایش چهارم)                                        | جی.پی. هولمن                                               | سید محمدرضا مدرس رضوی                 |  | دانشگاه فردوسی مشهد                                   | ۱۳۷۴      | برگزیده      | مکانیک                   |
| تغذیه طیور                                                        | اس. لیزن، جی دی. سامرز                                     | ابوالقاسم گلیان، محمدسالار معینی      |  | واحد آموزش و پرورش معاونت کشاورزی سازمان اقتصادی کوثر | ۱۳۷۴      | برگزیده      | کشاورزی                  |
| هنرهای ایران                                                      | ر. دبلیو. فریه                                             | پرویز مرزبان                          |  | پژوهش فرزان روز                                       | ۱۳۷۴      | برگزیده      | کلیات هنر                |
| مبانی تربیت بدنی و ورزش                                           | دبورا ا. وئست. چارزا بوچر                                  | احمد آزاد                             |  | کمیته ملی المپیک جمهوری اسلامی ایران                  | ۱۳۷۴      | برگزیده      | ورزش                     |
| شرح مثنوی معنوی مولوی (شش دفتر)                                   | رینولد ا. نیکلسون                                          | حسن لاهوتی                            |  | شرکت انتشارات علمی و فرهنگی                           | ۱۳۷۴      | برگزیده      | تاریخ و نقد ادبی         |
| حقیقت و زیبایی                                                    | بابک احمدی                                                 |                                       |  | مرکز                                                  | ۱۳۷۴      | شایسته تقدیر | فلسفه غرب و شرق          |
| رسالتان فی التصور و التصدیق للقطب الرازی و الصدر الشیرازی         | مهدی شریعتی                                                |                                       |  | اسماعیلیان                                            | ۱۴۱۶ق     | شایسته تقدیر | منطق                     |
| روان‌شناسی رشد(۱) با نگرش به منابع اسلامی                          | گروه مؤلفان                                                |                                       |  | سازمان مطالعه و تدوین کتب علوم انسانی دانشگاه‌ها       | ۱۳۷۴      | شایسته تقدیر | روان‌شناسی                |
| قرآن کریم، با ترجمه و توضیحات و واژه‌نامه                          | بهاءالدین خرمشاهی                                          |                                       |  | نیلوفر و انتشارات جامی                                | ۱۳۷۴      | شایسته تقدیر | علوم قرآنی و تفسیر       |
| جغرافیای تاریخی هجرت امام رضا از مدینه تا مرو                     | جلیل عرفان منش                                             |                                       |  | آستان قدس رضوی                                        | ۱۳۷۴      | شایسته تقدیر | حدیث و رجال              |
| ارتش و سیاست                                                      | علی رضا ازغندی                                             |                                       |  | نشر قومس                                              | ۱۳۷۴      | شایسته تقدیر | علوم سیاسی               |
| فیزیک زیراتمی                                                     | هانس فراؤن فلدر، ارنست م. هنلی                             | مهدی بارزی، محمدتقی فلاحی             |  | مرکز نشر دانشگاهی                                     | ۱۳۷۴      | شایسته تقدیر | فیزیک                    |
| زمین‌شناسی مهندسی و ژئوتکنیک                                       | حسین معماریان                                              |                                       |  | دانشگاه تهران، مؤسسه انتشارات و چاپ                   | ۱۳۷۴      | شایسته تقدیر | زمین‌شناسی                |
| جراحی و ابزارهای آن                                               | ابوالقاسم خلف بن عباس زهراوی                               | احمد آرام و مهدی محقق                 |  | مؤسسه مطالعات اسلامی دانشگاه تهران                    | ۱۳۷۴      | شایسته تقدیر | پزشکی                    |
| طراحی، برنامه‌ریزی و روش‌های استخراج معادن سطحی(۳ج)                 | مرتضی اصانلو                                               |                                       |  | لادن                                                  | ۱۳۷۴      | شایسته تقدیر | مواد و معدن              |
| مهندسی پزشکی                                                      | تری بجیل                                                   | محمدرضا هاشمی گلپایگانی، مهیار زرتشتی |  | مرکز نشر دانشگاهی                                     | ۱۳۷۴      | شایسته تقدیر | برق                      |
| کامپایدها، نحوه کار کردن و ساختن                                  | محسن شریفی                                                 |                                       |  | دانشگاه علم و صنعت                                    | ۱۳۷۴      | شایسته تقدیر | کامپیوتر                 |
| مکانیک برداری برای مهندسان دینامیک                                | فردینالد پی.بی. راسل جانستون                               | ابراهیم واحدیان                       |  | نشر علوم دانشگاهی                                     | ۱۳۷۴      | شایسته تقدیر | مکانیک                   |
| سازه‌های فولادی                                                    | مجید صادق آذر                                              |                                       |  | دانشگاه تهران، مؤسسه انتشارات و چاپ                   | ۱۳۷۴      | شایسته تقدیر | عمران                    |
| مقاومت مصالح، فردیناند                                            | پی.بی. راسل جانستون                                        | محمدرضا افضلی و مجید ملکان            |  | دانشگاه صنعتی شریف                                    | ۱۳۷۴      | شایسته تقدیر | عمران                    |
| تکنولوژی خمیر و کاغذ(۲ج)                                          | گری اسموک                                                  | سیداحمد میرشکاری                      |  | دانشگاه پیام نور                                      | ۱۳۷۴      | شایسته تقدیر | مهندسی شیمی              |
| توت برای ابریشم و ابریشم‌های بدون توت                              | کریم جوانشیر                                               |                                       |  | دانشگاه تهران، مؤسسه انتشارات و چاپ                   | ۱۳۷۴      | شایسته تقدیر | کشاورزی و دامپروری       |
| دریای جان                                                         | هلموت ساریتر                                               | عباس زریاب خویی، مهرآفاق بایبوردی     |  | وزارت فرهنگ و ارشاد اسلامی، سازمان چاپ و انتشارات     | ۱۳۷۴      | شایسته تقدیر | تاریخ و نقد ادبی         |
| قصه‌های کمال(۳ج)                                                   | محمد میرکیانی                                              |                                       |  | پیام آزادی                                            | ۱۳۷۴      | شایسته تقدیر | ادبیات کودکان و نوجوانان |
| شیشه و آواز                                                       | افسانه شعبان نژاد                                          |                                       |  | کانون پرورش فکری کودکان و نوجوانان                    | ۱۳۷۴      | شایسته تقدیر | ادبیات کودکان و نوجوانان |